# Sassari
Sassari je italské město v oblasti Sardinie, hlavní město stejnojmenné provincie.

## Vývoj počtu obyvatel
Počet obyvatel

## Osobnosti města
- Palmiro Togliatti (1893–1964), politik, předseda Komunistické strany Itálie
- Daniel Bovet (1907–1992), farmakolog švýcarského původu, nositel Nobelovy ceny za fyziologii a medicínu
- Enrico Berlinguer (1922–1984), politik, národní tajemník Komunistické strany Itálie
- Italo Calvino (1923–1985), spisovatel

## Partnerská města
- Barcelona, Španělsko (2010)
- Gubbio, Itálie (2002)
- Nola, Itálie (2006)
- Palmi, Itálie (2006)
- Temešvár, Rumunsko (1990)
- Viterbo, Itálie (2006)